# Andrea Sacchi

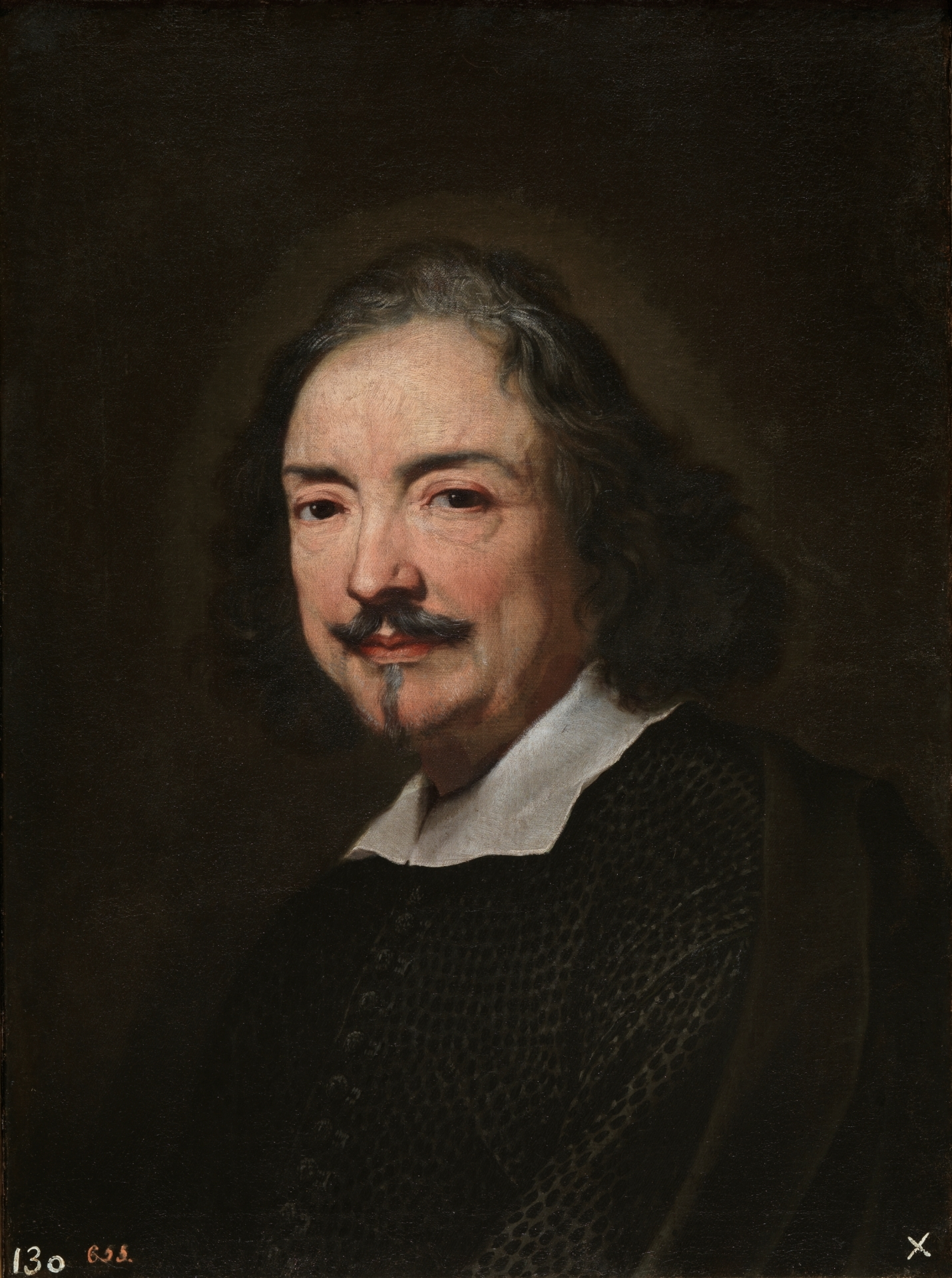
Andrea Sacchi – porträtiert von Carlo Maratta

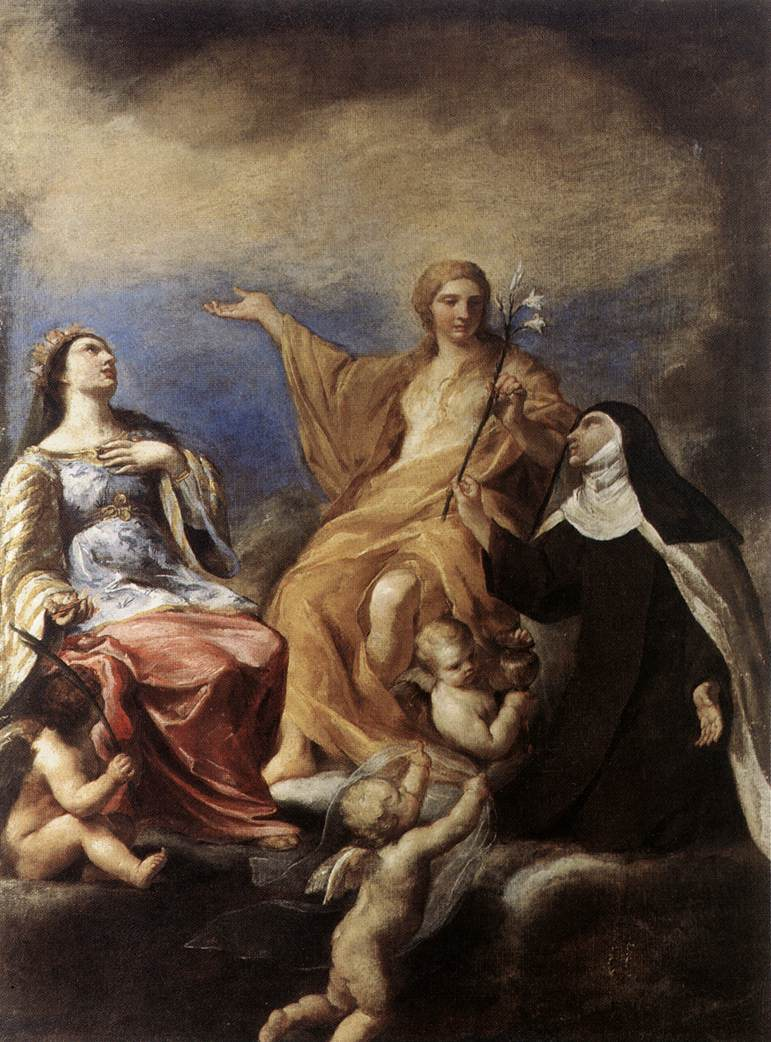
Andrea Sacchi: Die drei Magdalenen (1634). Palazzo Barberini, Rom

Andrea Sacchi (* 30. November 1599 in Nettuno; † 21. Juni 1661 in Rom), auch bekannt als Andrea Ouche, Andrea Sacci, Andrea Sacco, Andres Saco, Andrea Sauhi, war ein italienischer Maler des barocken Klassizismus. 

## Leben
Sacchi war der Sohn und Schüler von Benedetto Sacchi und lernte anschließend bei Francesco Albani in Bologna. 1621 kehrte er nach Rom zurück, wo er bis zu seinem Tod lebte. Er studierte Raffael, Polidoro da Caravaggio, Alessandro Algardi, François Duquesnoy und die antiken Maler, von denen sein weiteres Schaffen maßgeblich beeinflusst wurde. 
Er lebte ungefähr zur selben Zeit wie Pietro da Cortona und Gian Lorenzo Bernini, deren Schule er nicht sehr zugetan war. Er war vielmehr der Auffassung, historische Malerei müsse wenige Figuren aufweisen, um die Einfachheit und Klarheit klassischer Kunst bewahren zu können. Cortonas Schule hingegen bestehe aus „bloß noch dekorierender Schnellmalerei“, wie Jacob Burckhardt 1855 in seinem Cicerone schreibt.
Cortona widersprach diesem Vorwurf in der Accademia di San Luca, der römischen Akademie der Maler, Bildhauer und Architekten, heftig und unterstrich seine Überzeugung, Malereien von hoher Komplexität und einer Vielzahl von Details seien überlegen. Von Sacchis Freunden, dem Bildhauer Alessandro Algardi und dem Maler Nicolas Poussin wurde seine These hingegen unterstützt. Sacchis so genannter akademischer Stil nahm auch gegen Ende des 17. Jahrhunderts – maßgeblich unterstützt von Sacchis Schüler Carlo Maratti – die führende Stellung in der Kunstwelt ein.
Sacchi arbeitete unter anderem von 1636 bis 1649 für Kardinal Angelo Giori, für den er den Täuferzyklus schuf – acht Gemälde mit Szenen aus dem Leben Johannes des Täufers für die Taufkapelle der Lateranbasilika, San Giovanni in Fonte. Weiterhin arbeitete er für Kardinal Barberini an Altarbildern für die Kapuzinerkirche Santa Maria della Concezione in Rom. Sacchi war auch als Architekt tätig, entwarf 1637–1639 beispielsweise die Kapelle St. Katharina in Siena und den großen Sakristeiraum in der Basilika Santa Maria sopra Minerva; außerdem verfügte er über weitreichende Kenntnisse als Bauzeichner und Konstrukteur.

### Werke (Auswahl)
- Werke von Andrea Sacchi bei Zeno.org
- Die Vision des hl. Romuald
- Monsignor Clemente Merlini
- Abbildungen von 5 wichtigen Werken, Bildnis Andrea Sacchis
- Hagar und Ismael in der Wüste
- Marcantonio Pasqualini, von Apollo gekrönt, 1641